# ZaZa
ZaZa (* 5. Juni 1951 als Peter La Bonté in München) ist ein deutscher Popsänger. Er wurde 1982 mit dem Song Zauberstab bekannt, der heute als Klassiker der Neuen Deutschen Welle gilt.

## Biografie
Als 12-Jähriger wurde La Bonté Mitglied der Regensburger Domspatzen. Nach dem Abschluss der Schule ließ er sich zum Gebrauchsgrafiker ausbilden und arbeitete zunächst bei der Siemens AG, später entwarf er als freiberuflicher Grafiker Plattencover. Seine musikalische Laufbahn setzte er ab 1974 als Sänger und Schlagzeuger verschiedener Münchener Rockgruppen fort. 1978 schloss er sich der Reggae-Rock-Band The Nighthawks an. Drei Jahre später ging er jedoch wieder eigene Wege.
Unter dem Künstlernamen ZaZa, ein androgynes Spiegelwesen, veröffentlichte er auf dem Höhepunkt der Neuen Deutschen Welle die Single Zauberstab. Mit ihr stieg er im August 1982 in Deutschland bis auf Platz 8 der Singlecharts. Der als schlüpfrig empfundene Songtext – im Refrain singt ZaZa „wenn ich Dich kriege, zeigt Dir mein Zauberstab die Liebe“ – führte dazu, dass mehrere Radiostationen das Lied aus ihrem Programm verbannten. In dem Film Die flambierte Frau wurde der Titel hingegen gespielt.
Für ZaZa blieb es der einzige große Hit. Die Nachfolgesingle Capri-Fischer schaffte es nur knapp in die Charts, weitere Erfolge blieben aus.

## Neuaufnahmen von Zaza-Titeln
Die wohl erfolgreichste Neuaufnahme wurde von Slađana Milošević vorgenommen. Mit ihrem Projekt Neutral Design nahm sie den Titel von Zaza das Licht von Kairo neu auf. Der Titel wurde 1983 in Jugoslawien zu einem großen Erfolg.
Der Titel Zauberstab wurde mehrfach neu aufgenommen: Nachdem im Jahr 2000 eine EBM-Coverversion des Duos Klirrfaktor auf deren Album Kunststoff erschienen war, wurde der Titel auch von anderen Bands erneut aufgegriffen. So nahm 2006 die deutsche Rockband Oomph! für ihr Best-of-Album Delikatessen eine Coverversion von ZaZas Hit auf. Eine weitere Coverversion stammt von Atrocity, die auf dem Album Gemini erschien. Im Jahre 2008 coverte Ralf Donis, ehemaliger Frontmann von Love Is Colder Than Death, den Song. Weitere Versionen von Zauberstab wurden von John Starlight, Yü̈ksel D. feat. Flo2Soul & Nic Miles, Yaya, Stiefbrüder und Beborn Beton aufgenommen.

## Diskografie

### Alben
- 1982: ZaZa

### Singles
- 1982: Zauberstab
- 1982: Caprifischer
- 1982: Tango d’Elite